# Kuala Bali
Kuala Bali is een bestuurslaag in het regentschap Serdang Bedagai van de provincie Noord-Sumatra, Indonesië. Kuala Bali telt 1354 inwoners (volkstelling 2010).